# 絲鰭翹嘴脂鯉
絲鰭翹嘴脂鯉（Pyrrhulina filamentosa）為輻鰭魚綱脂鯉目短嘴脂鯉科的其一種。

## 分布
本魚分布於南美洲亞馬遜河口至奧里諾科河間的海岸河流。

## 特徵
本魚口上位，腹部渾圓呈銀色，體色為淺紅褐色，背部顏色較深。一條黑條紋從吻部延伸至尾柄，在黑條紋下面有三排鮮紅色小斑點。鰭呈淺黃色：腹部、臀鰭和尾鰭都有黑邊。雌魚較肥厚，但色彩沒有雄魚艷麗。體長可達8.5公分。

## 生態
本魚棲息在較淺的溪流中，通常性情溫和，屬肉食性，以蠕蟲、甲殼動物與昆蟲等為食。

## 經濟利用
為觀賞性魚類，飼養時須有漂浮植物供其下葉片下休息。